# Chiesa di Santa Maria dei Carmini
La chiesa di Santa Maria dei Carmini, anche chiamata Santa Maria del Carmelo o comunemente "i Carmini" è una chiesa di Venezia, ubicata nel sestiere di Dorsoduro e affacciata su campo dei Carmini.

## Storia

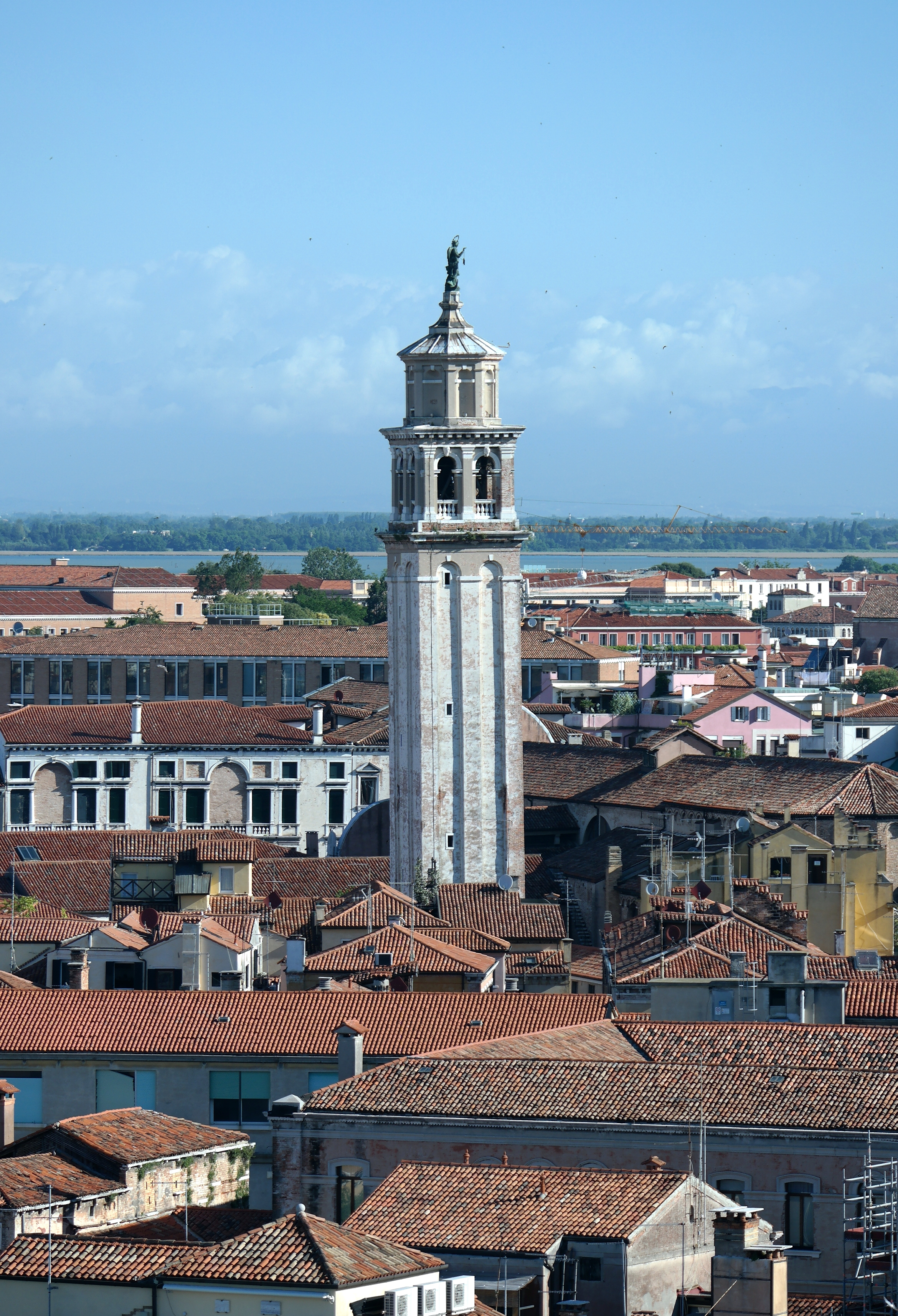
Il campanile costruito da Giuseppe Sardi, che svetta tra i palazzi

L'edificio si erge a fianco della Scuola Grande di Santa Maria del Carmelo, anche conosciuta con il nome di Scuola dei Carmini. Questa confraternita caritatevole fu ufficialmente fondata nel 1597 e sorse da un'associazione caritatevole di donne laiche, le Pinzòcchere dei Carmini. I membri di questo gruppo laico erano associati come terziari al vicino monastero dei Carmelitani.
Una prima chiesa fu fondata nel 1125 col titolo Santa Maria Assunta. Data ai Carmelitani fu completamente ricostruita a partire dal 1286 con l'annesso convento. Nuovamente intitolata a Santa Maria del Carmelo fu consacrata nel 1348.
La facciata a mattoni con frontoni curvilinei, fu rifatta nei primi decenni del XVI secolo da Sebastiano Mariani e presenta cinque sculture probabilmente di Giovanni Buora di Osteno. Anche il presbiterio e le altre due cappelle absidali furono ricostruite dal Mariani tra il 1507 e il 1514, armonizzando il gotico con il nuovo stile rinascimentale.
Il campanile, che minacciava rovina, fu risistemato da Giuseppe Sardi nel 1688, la cella e la cuspide furono colpite e distrutte da un fulmine nel 1756 e subito ricostruite. Nel 1979 ancora un fulmine distrusse la statua della Madonna del Carmine, che fu rimpiazzata nel 1982 dall'opera di Romano Vio.

## Descrizione
Lo stile è quello di una fabbrica tipicamente gotica che, a causa di numerosi interventi successivi, ha subito modifiche.
La pianta è di forma basilicale allungata, a tre navate con transetto ed un presbiterio profondo, ai cui lati sono state poste delle cappelle.

### Esterno
La facciata è in stile rinascimentale a tre frontoni curvilinei, attribuita a Sebastiano da Lugano (1507-1514).
Sul coronamento si ammirano le statue del Redentore, dell'Arcangelo Gabriele, della Vergine e dei Santi Elia ed Eliseo, attribuite a Giovanni Buora. 
Sopra il portale vediamo in una nicchia una statua secentesca: la Madonna con il Bambino.
Nel lato sinistro vi è un portale con un protiro trecentesco, ornato con palmette, patere e formelle di stile veneto-bizantino.
L'antico campanile, posto accanto alla chiesa, è stato ricostruito nel 1676 da Giuseppe Sardi.
La cella campanaria a pianta quadrata è sormontata da un tempietto ottagonale, in cima al quale è posta la statua della Madonna del Carmelo, copia dell'originale distrutto da un fulmine nel 1979.

### Interno

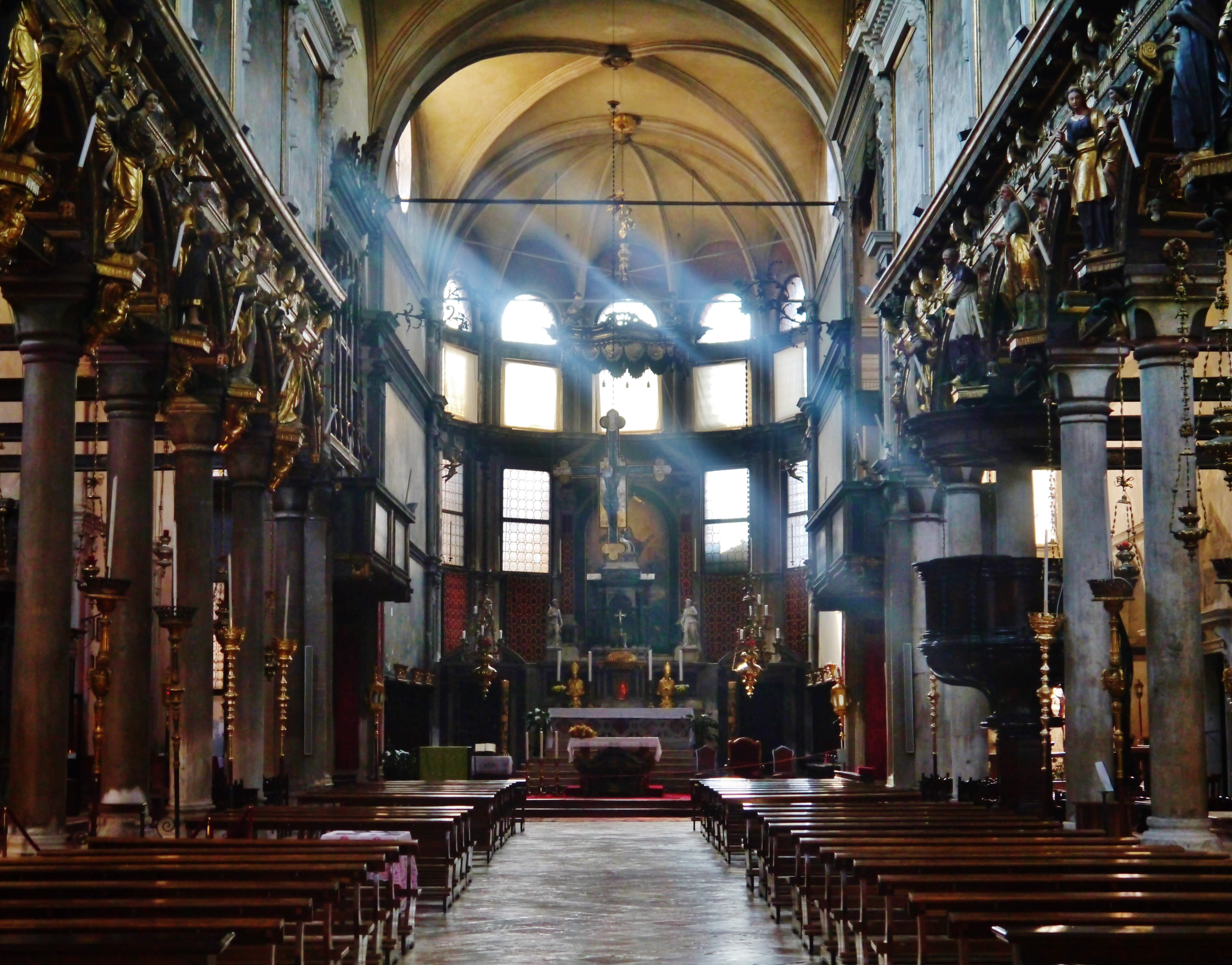
L'interno

La controfacciata presenta il monumento funebre realizzato da Francesco Contin e dedicato a Jacopo Foscarini, procuratore di San Marco ed ammiraglio della flotta veneziana, la cui famiglia risiedeva nel palazzo antistante la facciata della chiesa, dall'altra parte del rio.
Sopra il secondo altare vi è la Natività con santi (1509-1511) di Giambattista Cima da Conegliano e sul terzo altare alla destra è presente la Madonna del Carmelo con santi (1597-1604 ca.) di Pace Pace. Le statue della Verginità (sinistra) e dell'Umilità (destra (1722-1773)) furono completate rispettivamente da Antonio Corradini e Giuseppe Torretto. L'angelo in bronzo sulla balaustra è opera di Girolamo Campagna. La lignea rappresentazione frontale il Miracolo della Madonna (1724) venne intagliata da Francesco Bernadoni, il tabernacolo da Giovanni Scalfarotto.

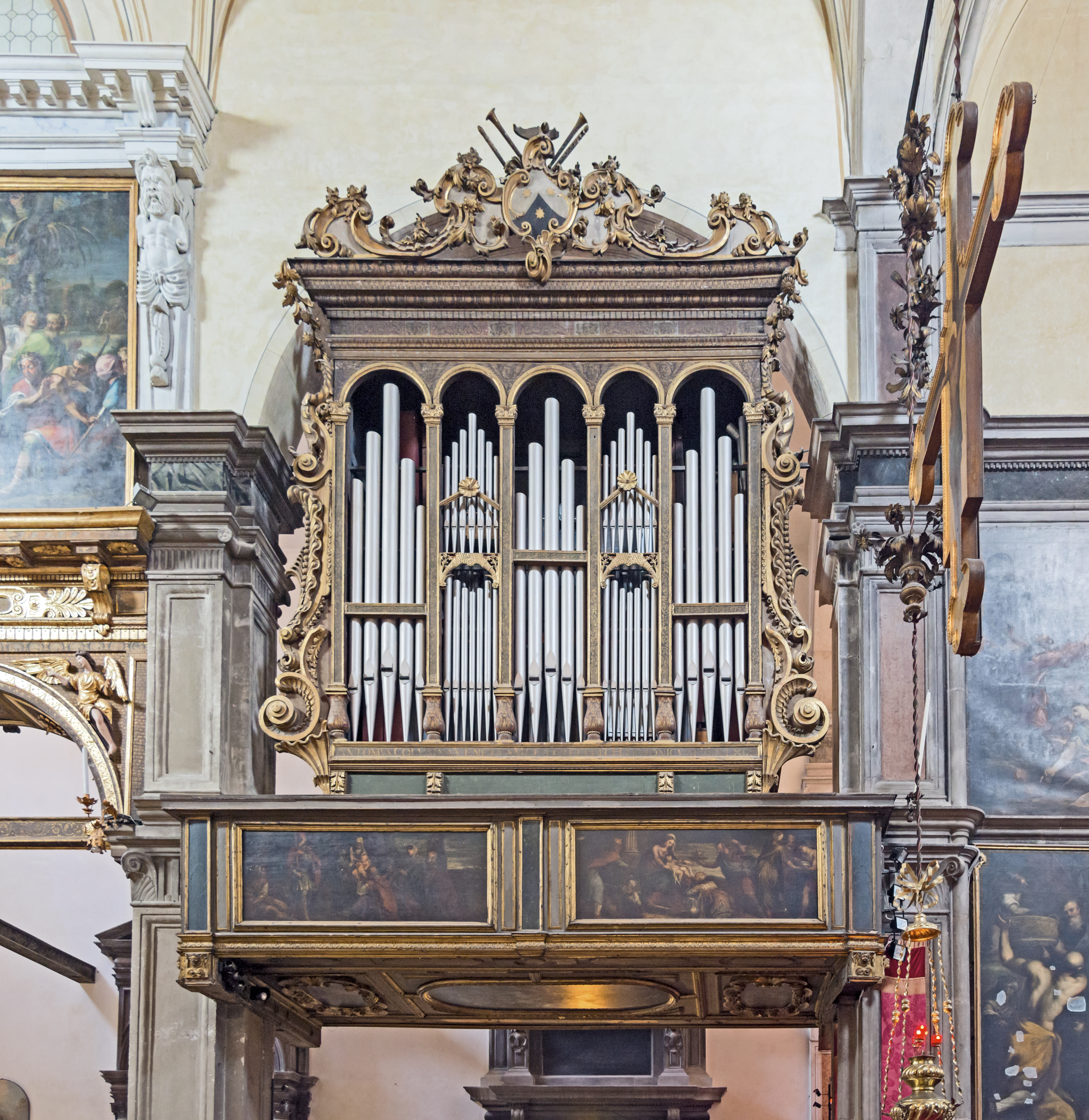
L'organo Mascioni presente nella chiesa, op. 592 (anno 1946)

Il soffitto è affrescato con la Glorificazione dello Scapolare (1709), opera di Sebastiano Ricci. Il lavoro a stucco fu completato da Pietro Bianchini, su progetto di Abbondio Stazio di Massagno. Nell'affresco l'angelo sostiene lo scapolare e l'iscrizione dipinta indica che è un ornamento del Monte Carmelo.
Tra l'entrata e la sagrestia vi è un altare, che fu realizzato associando i Compravendi Pesce (1548) con un retablo della Presentazione di Gesù al Tempio (1541-1542) di Jacopo Tintoretto, posto sull'altare della Purificazione di Maria.
Nella terza cappella sulla sinistra si trova la Lamentazione della Morte di Cristo (1476 circa) di Francesco di Giorgio Martini. Dinanzi al presbiterio si trovano alcune pitture di Marco Vicentino, Palma il Giovane e Gaspare Diziani.
Il secondo altare presenta due statue di Elia ed Eliseo, realizzate da Tommaso Ruer, in cui Elia tiene in mano una spada fiammeggiante.
Il primo altare è ornato dal dipinto San Nicola in gloria di Lorenzo Lotto.
Il registro più alto della navata è ricoperto da 24 larghe tele, realizzate tra il 1666 e gli anni trenta del Settecento da artisti come Giovanni Antonio Pellegrini, Gaspare Diziani, Girolamo Brusaferro e Pietro Liberi. I cori includono tre dipinti (1545 circa) di Andrea Meldolla.